# Chiesa di San Giovanni della Carità
La chiesa di San Giovanni della Carità o di San Giovanni Battista è un luogo di culto situato a Crema. Alcuni testi la chiamano anche chiesa di San Giovanni Decollato, da non confondersi con la chiesa di Santa Marta della confraternita di San Giovanni Decollato demolita nel 1810.

## Storia
Dopo il Concilio di Trento, nel XVI secolo mutarono le forme di religiosità non più volte a fare penitenza (digiuni, preghiere, flagellazioni) quanto a compiere opere di solidarietà.
Non fu da meno la città di Crema: nel mese di giugno dell'anno 1576 Filippo Farra, Antonio Ugetti e Giovan Battista Stocchi fondarono la Compagnia della Carità con il fine di praticare opere di misericordia spirituale e materiale.

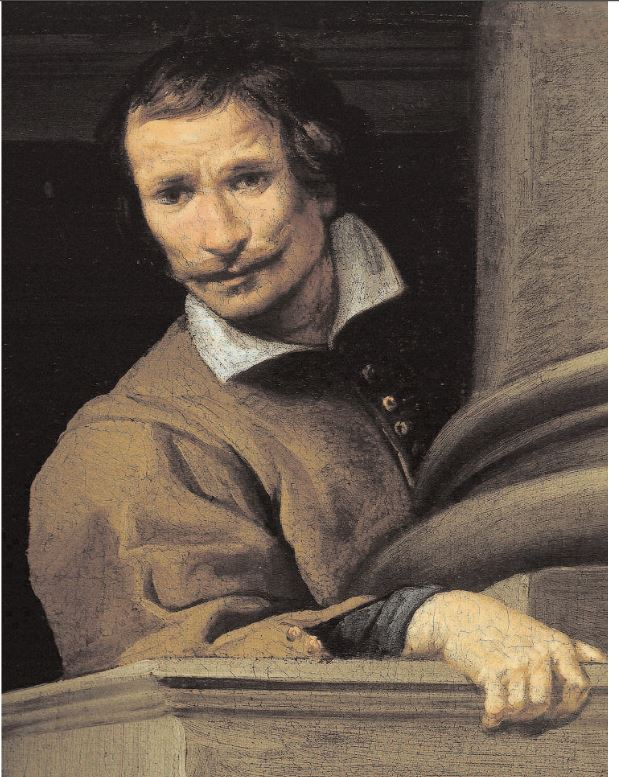
Gian Giacomo Barbelli, autoritratto

La confraternita era composta da un “consiglio” di otto persone con il ruolo di presidente, due sindici, un tesoriere, un cancelliere e tre dispensatori; a questi ultimi spettava il compito una volta la settimana di visitare la città e i luoghi di maggior necessità per elargire le offerte raccolte. Nei primi tempi si riunivano presso la chiesa di Sant'Antonio che sorge lungo l'odierna via XX Settembre.
Tre anni dopo, nel 1579, anche facendo leva sulle classi sociali più abbienti la congregazione si era accresciuta di numero e di prestigio; tra i sostenitori vi era anche il sacerdote e letterato Alemanio Fino. Per questo si decise di fare domanda per ottenere l'aggregazione all'Arciconfraternita della Carità di Roma, un'associazione istituita circa settant'anni prima dal cardinale Giulio De' Medici che, in seguito, fu eletto papa con il nome di Clemente VII.
Più consensi, più denaro per le opere di carità e per il progetto di una propria chiesa: così nel 1582, contando ormai 60 aderenti, la confraternita acquistò un fondo per costruirvi il proprio oratorio e relativa sala riunioni; secondo le cronache di Alemanio Fino questo luogo era stato occupato in passato dalla casa di Caterina Degli Uberti dalla cui apparizione miracolosa ne conseguì l'edificazione del santuario di Santa Maria della Croce. Il 22 maggio 1583 fu allestita una solenne cerimonia per la posa delle tre prime pietre portate processionalmente dal Duomo sulle spalle dei tre fondatori; le tre pietre furono posate dal monsignor Eugenio Sabino, vicario del vescovo, Pietro Zane, podestà-capitano, e Leandro Vimercati, arcidiacono del duomo ma anche presidente della confraternita. I lavori iniziarono il giorno successivo e si protrassero fino al 1589 secondo il progetto redatto da uno dei fabbricieri, Evangelista Degli Alessandri. 
Nell'anno della conclusione fu stipulata una convenzione con i frati del Terz'Ordine francescano di Santa Maddalena per celebrarvi le funzioni religiose; inoltre, iniziò la costruzione della sagrestia e della sovrastante sala per le riunioni.
La chiesa era inizialmente provvista di un semplice ingresso: quando nel 1614 fu visitata dal coadiutore di monsignor Gian Giacomo Diedo, Pietro Emo, il prelato sollecitava la costruzione di un portale con ornamento che fu allestito l'anno successivo.

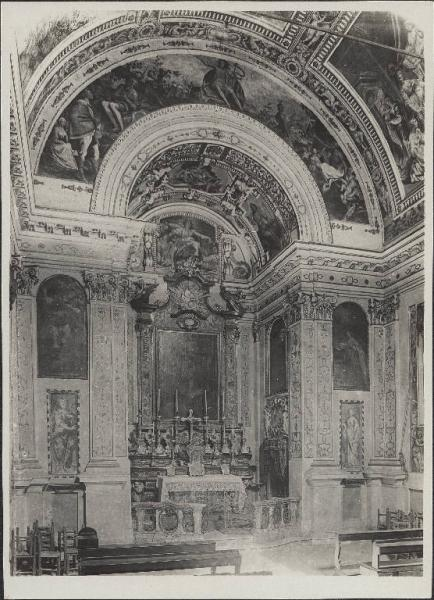
Ugo Zuecca, Interno della chiesa di S. Giovanni Battista: affreschi di Gian Giacomo Barbelli ed altare, gelatina bromuro d'argento/carta, ca. 1930-1936, Raccolte Grafiche e Fotografiche del Castello Sforzesco di Milano

Quale indizio di prosperità la congregazione chiamò nel 1636 Gian Giacomo Barbelli a decorare gli interni; tuttavia nel giro un decennio le entrare cominciarono a decrescere, sia per una cattiva gestione sia per le tasse dovute da chiese, conventi e congregazioni quali contributi per la guerra di Candia. Si provvedeva anche a contattare l'Arciconfraternita di Roma affinché riducesse l'onere dovuto per l'affiliazione.
La situazione non migliorò nel corso del XVIII secolo: sia il vescovo Faustino Griffoni Sant'Angelo, sia il vescovo Marcantonio Lombardi intervennero per verificare bilanci non sempre trasparenti, messe non celebrate, offerte non evase. Anzi, nel 1769 fu proprio monsignor Lombardi a voler affiancare alla confraternita un “ministro” per tenere controllato il registro della contabilità e verificare che fossero esauditi gli obblighi derivati dai lasciti.
Con la caduta della Repubblica di Venezia e l'arrivo dei francesi la congregazione fu soppressa in conseguenza dei decreti napoleonici e la chiesa fu dichiarata sussidiaria della parrocchia di San Giacomo.
Nel 1905 fu affidato al pittore Eugenio Giuseppe Conti il compito di ripulire e restaurare gli affreschi sofferenti per l'umidità.
Durante l'episcopato di monsignor Carlo Manziana la chiesa venne distaccata dalla parrocchia di San Giacomo ed elevata a chiesa vescovile. 
Nel 1978 Ambrogio Geroldi provvedeva al restauro degli affreschi del presbiterio, cui seguì nel 1987 l'intervento di Caterina Carra sulla volta, sull'arco trionfale e sulle semilunette della controfacciata; durante l'analisi preliminare di questo lavoro venivano alla luce tracce di un intervento di restauro avvenuto nel Settecento o agli inizi dell'Ottocento non documentato.
Importanti restauri conservativi sull'apparato murario esterno furono intrapresi negli anni 1995-1997 (sotto la supervisione dell'architetto Vittorio Adenti) mentre risale al biennio 2002-2003 il restauro delle tele e delle pareti (progetto dell'architetto Magda Franzoni, restauratrici Cecilia e Margherita Bellani).

## Caratteristiche

### La facciata

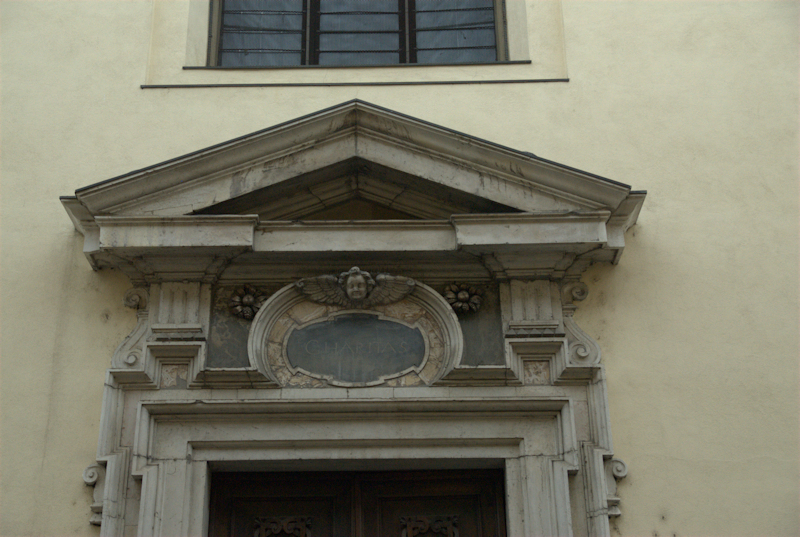
Particolare del portale

La chiesa presenta una facciata molto semplice ad un solo ordine; ai lati due paraste laterali con capitelli compositi ornati con motivi floreali sorreggono una trabeazione ed il timpano dentellato.
Il portale fu aggiunto in un momento successivo alla costruzione e presenta una cornice modanata sormontata da un fregio al centro del quale, in un ovale, campeggia la scritta CHARITAS. 
Termina il portale un timpano triangolare. Semplice e disadorno il finestrone sopra il portale.

### Il campanile
Il campanile si trova nella parte posteriore con una base quadrata; nella parte inferiore è intonacato mentre la parte superiore è in mattoni a vista. Un cornicione separa la canna dalla cella campanaria che presenta delle lesene angolari che sorreggono una trabeazione tripartita; su ogni lato della cella si aprono delle bifore a tutto sesto. La parte terminale del campanile è una cuspide a costoloni in mattoni a vista.

### L'aula
L'aula è rettangolare: le pareti laterali sono divise da lesene con capitelli corinzi che inquadrano all'interno le finestre. I capitelli sostengono una trabeazione interrotta solo in prossimità dell'arco trionfale che introduce al vano che ospita il presbiterio, pure di forma rettangolare. Sia l'aula sia il presbiterio presentano delle volte a botte.
Lungo il pavimento, davanti all'altare, è collocata la pietra tombale di Pietro Farra, uno dei tre fondatori della Compagnia della Carità.

### L'apparato pittorico del Barbelli
La volta e le pareti sono state dipinte da Gian Giacomo Barbelli il quale, secondo alcuni critici, qui raggiunge la sua maturità artistica.

#### La controfacciata
A partire dalla controfacciata inizia un ciclo volto a illustrare la vita di San Giovanni Battista: si inizia con le due figure di Isaia e Geremia, profeti dell'Antico Testamento e precursori del Battista.

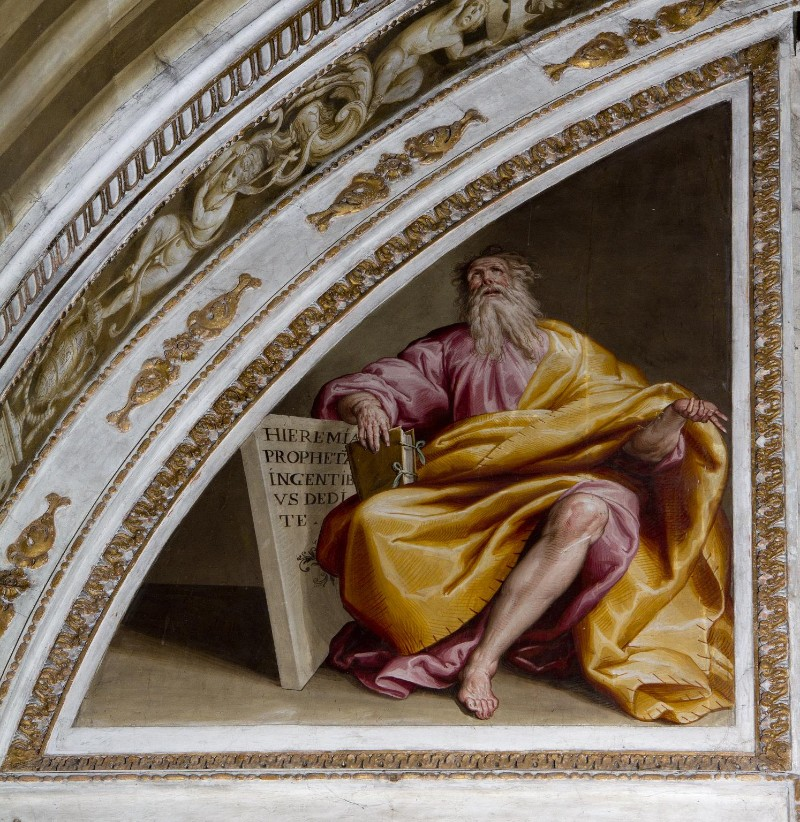
Gian Giacomo Barbelli, Il profeta Geremia, affresco, 1636
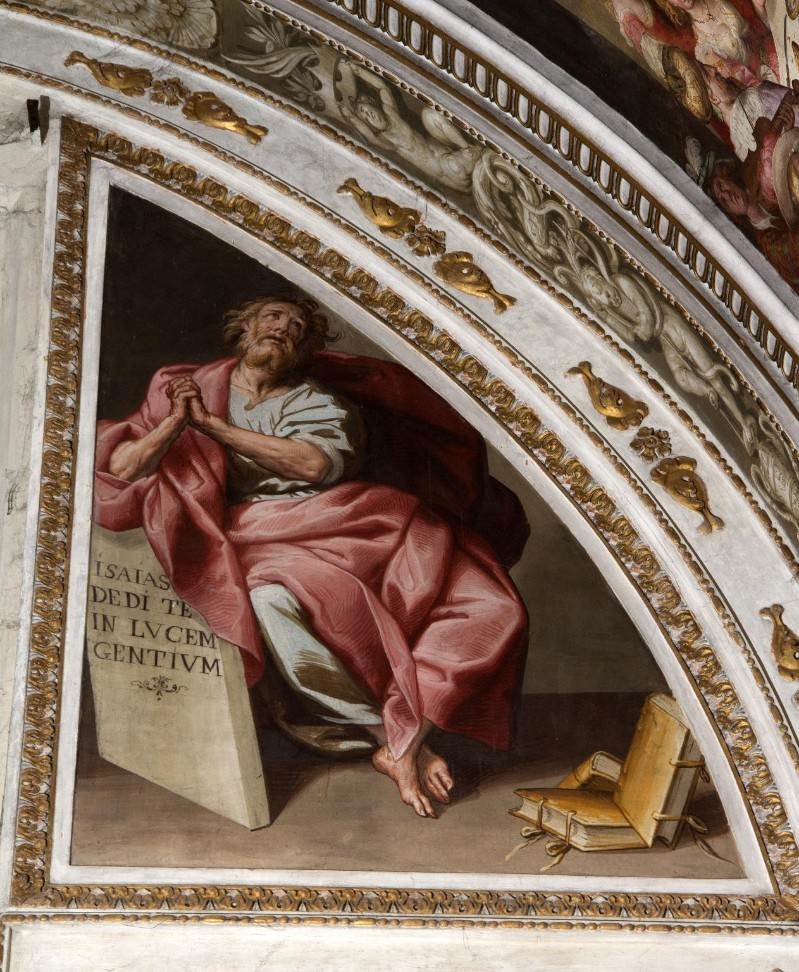
Gian Giacomo Barbelli, Il profeta Isaia, affresco, 1636

#### La volta
La vita prosegue sulla volta a botte divisa in nove riquadri suddivisi da cornici di stucco; lungo la fila sinistra vi sono rappresentati: L'annuncio dell'angelo a Zaccaria, La visitazione di Maria e La nascita del Battista. Sul primo di questi riquadri è posta la firma dell'autore:
Nei tre riquadri centrali vi sono raffigurati I santi Pietro e Paolo, L'apoteosi del Battista, Il profeta Mosè e il re Davide. 
Infine, la fila destra presenta Il battesimo di Cristo, La visita dei sacerdoti al Battista e Il banchetto di Erode (o La danza di Salomè) con gli invitati in abiti secenteschi.

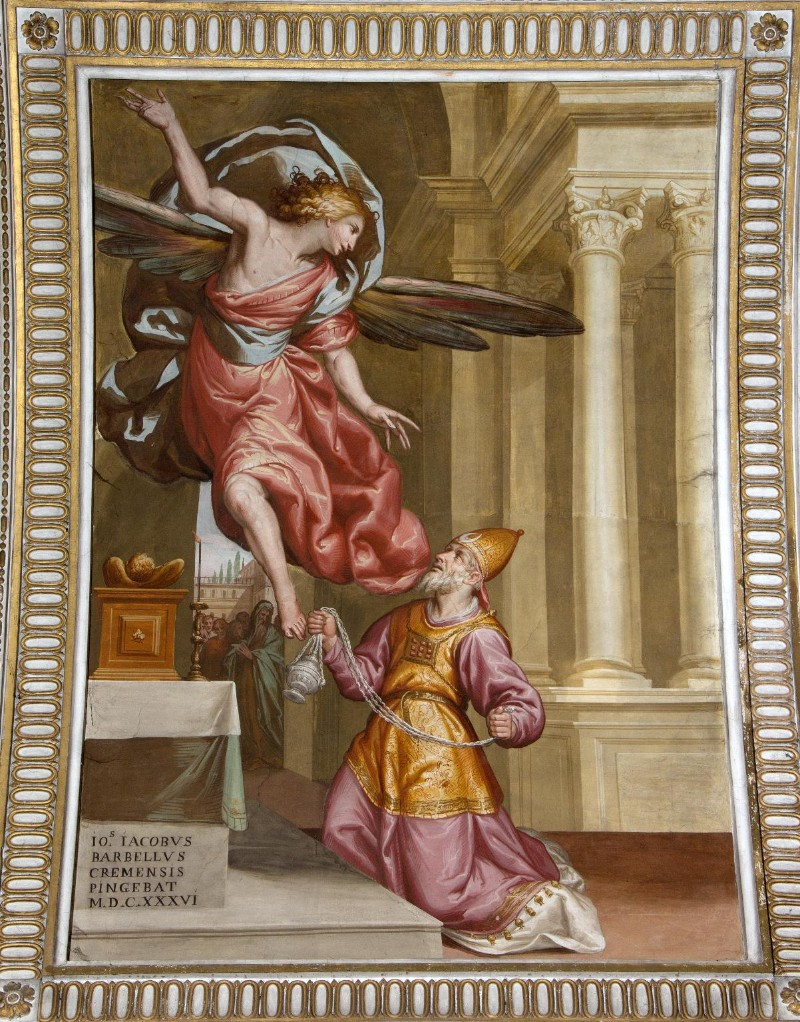
Gian Giacomo Barbelli, L'annuncio dell'angelo a Zaccaria, affresco, 1636
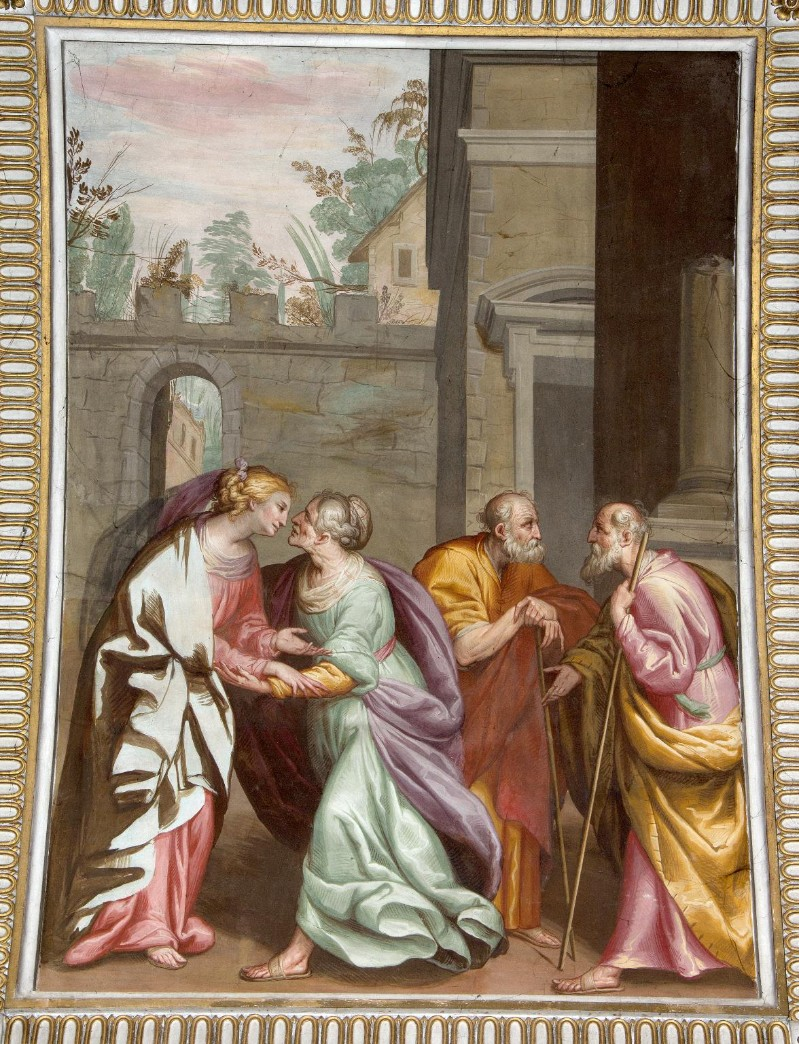
La visitazione
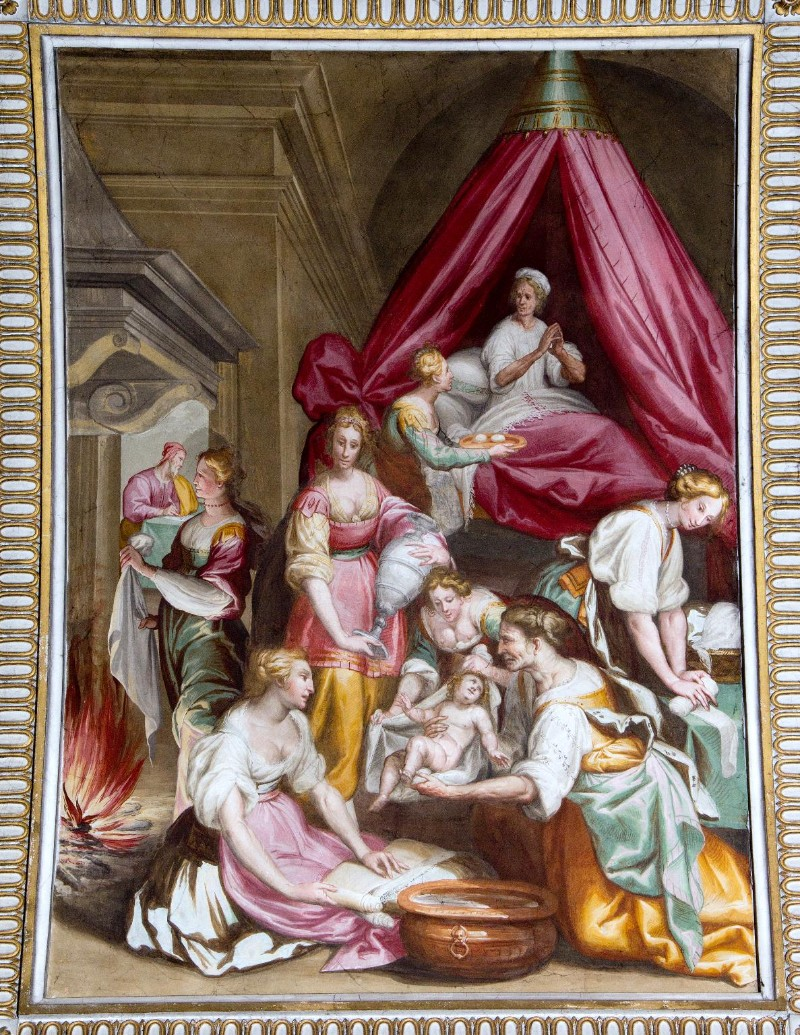
La nascita del Battista

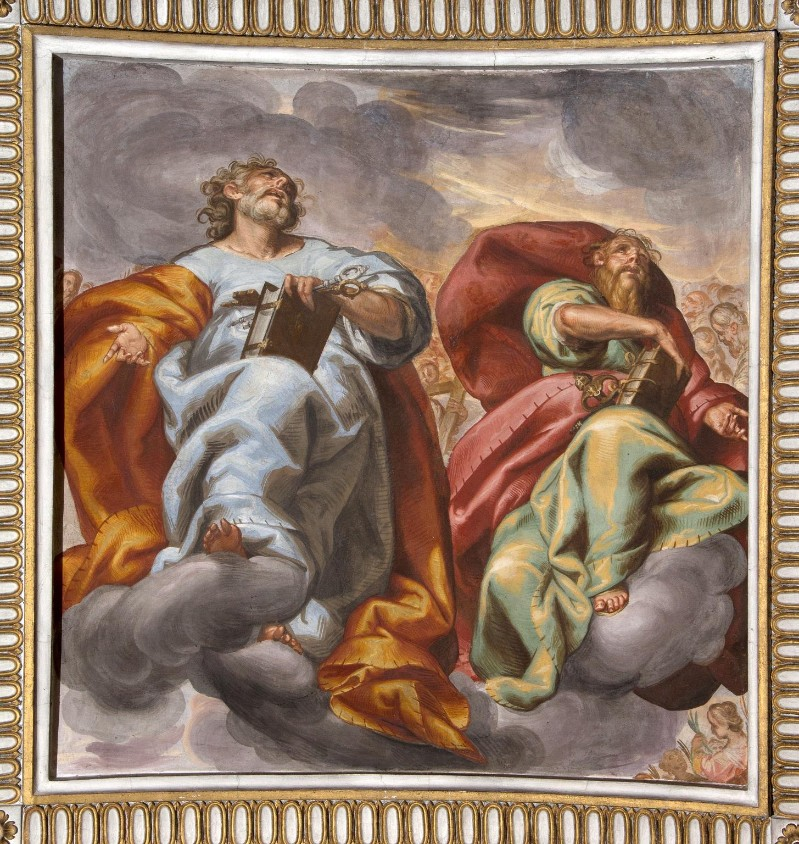
I santi Pietro e Paolo
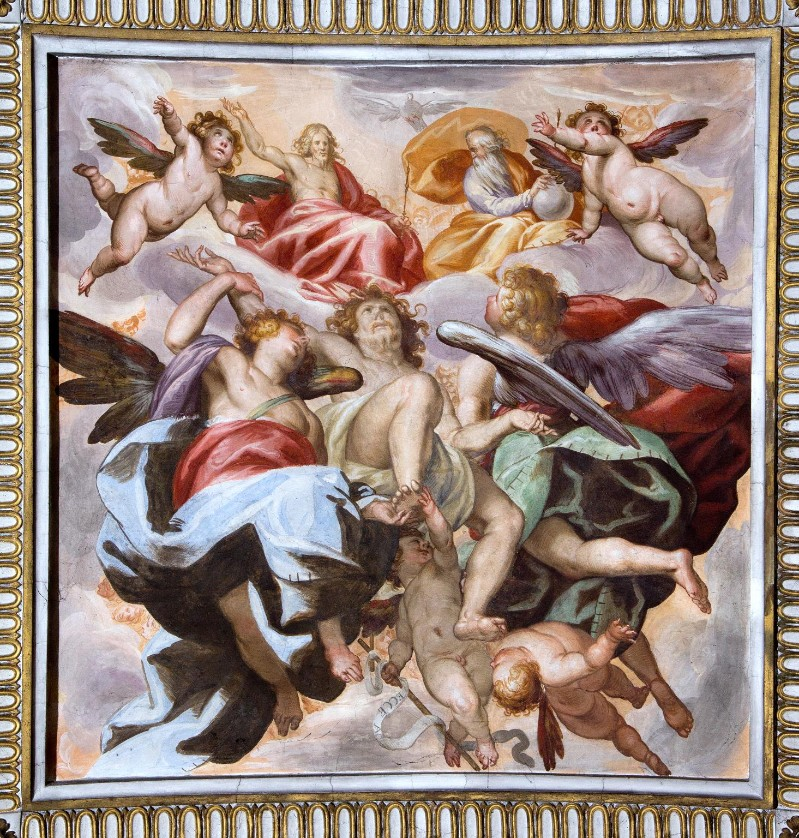
L'apoteosi del Battista
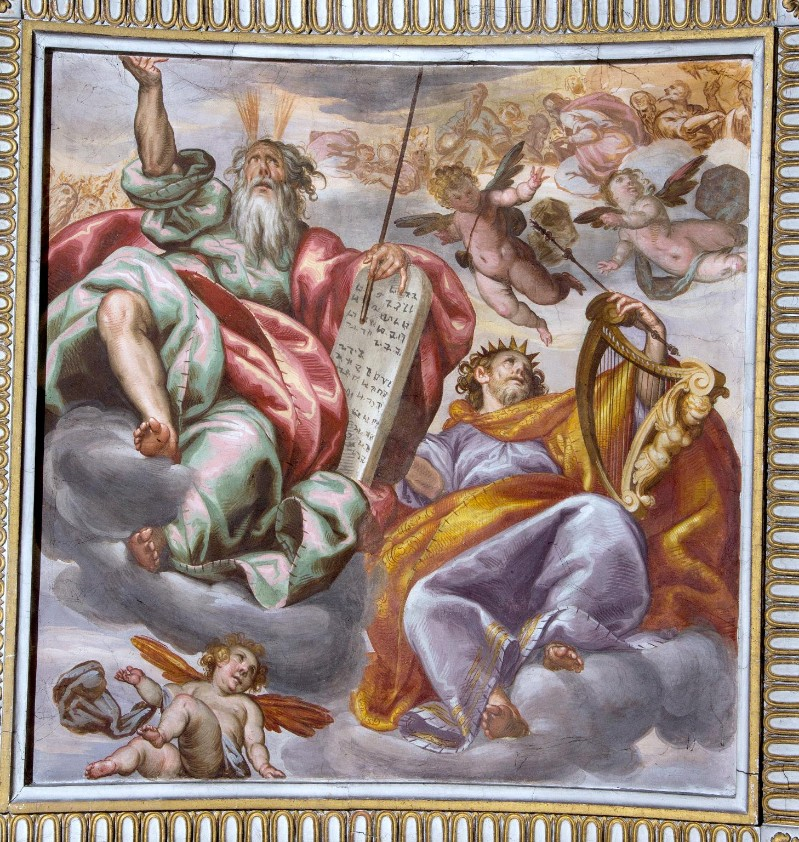
Il profeta Mosè e il re Davide

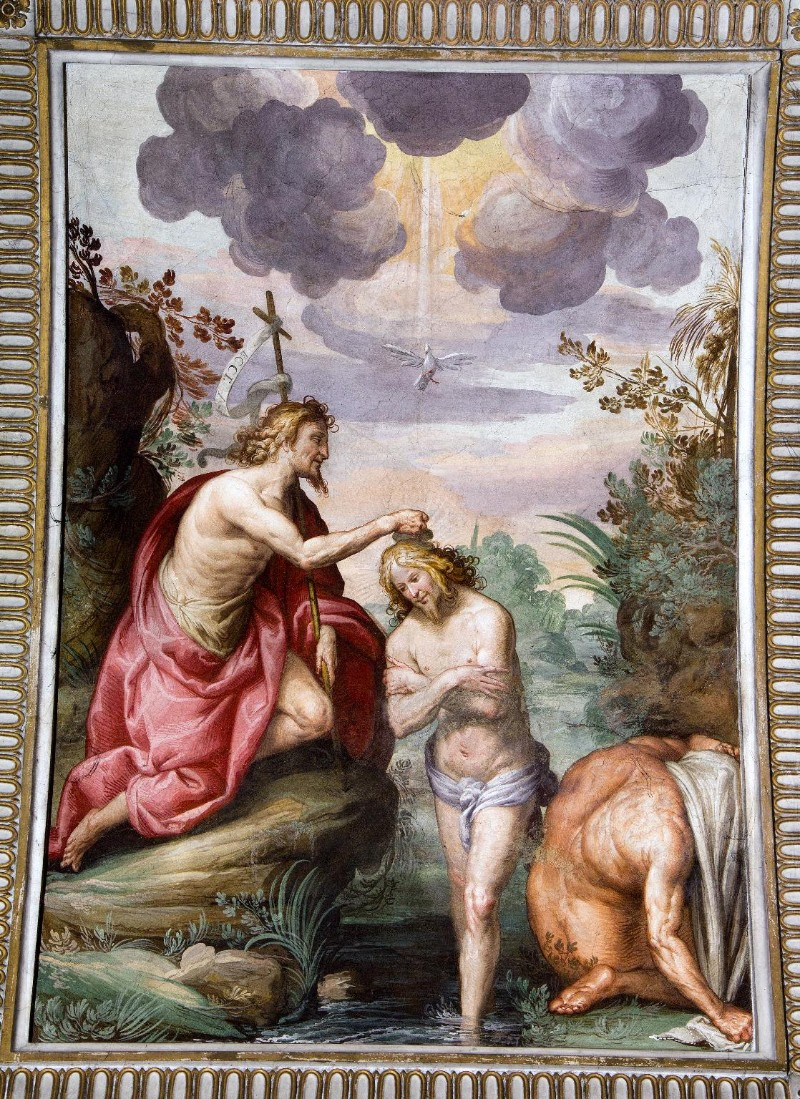
Il battesimo di Gesù Cristo
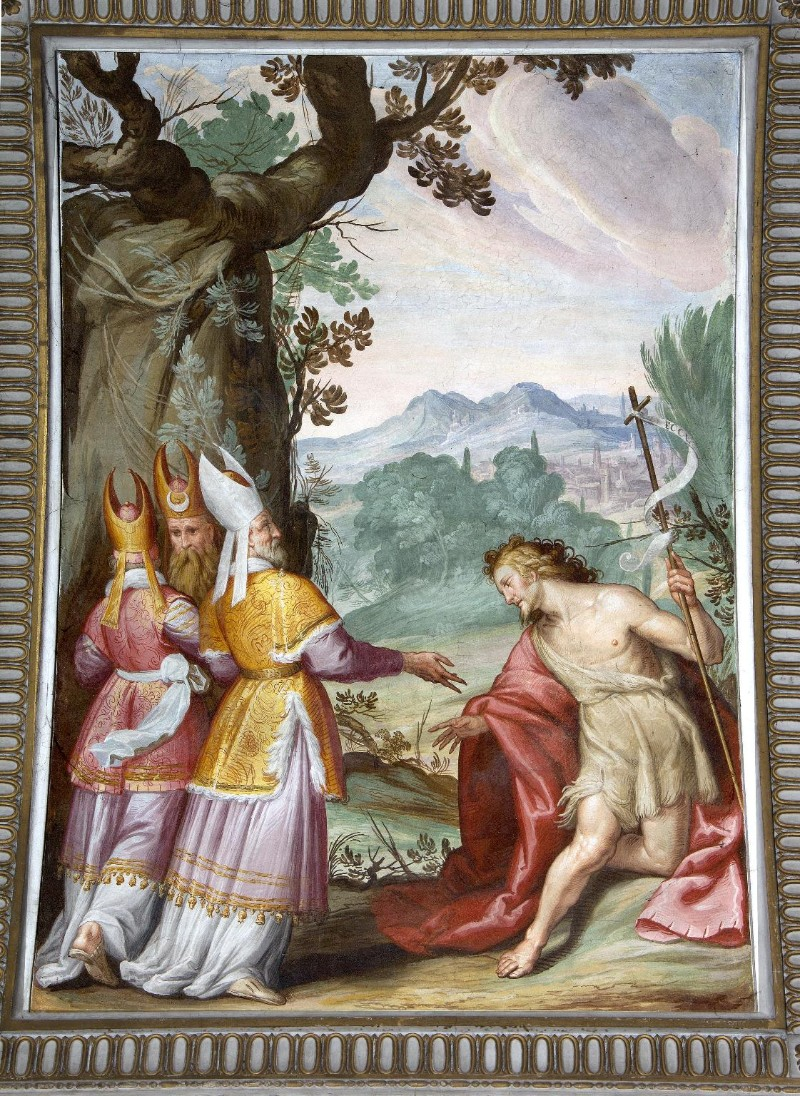
La visita dei sacerdoti al Battista
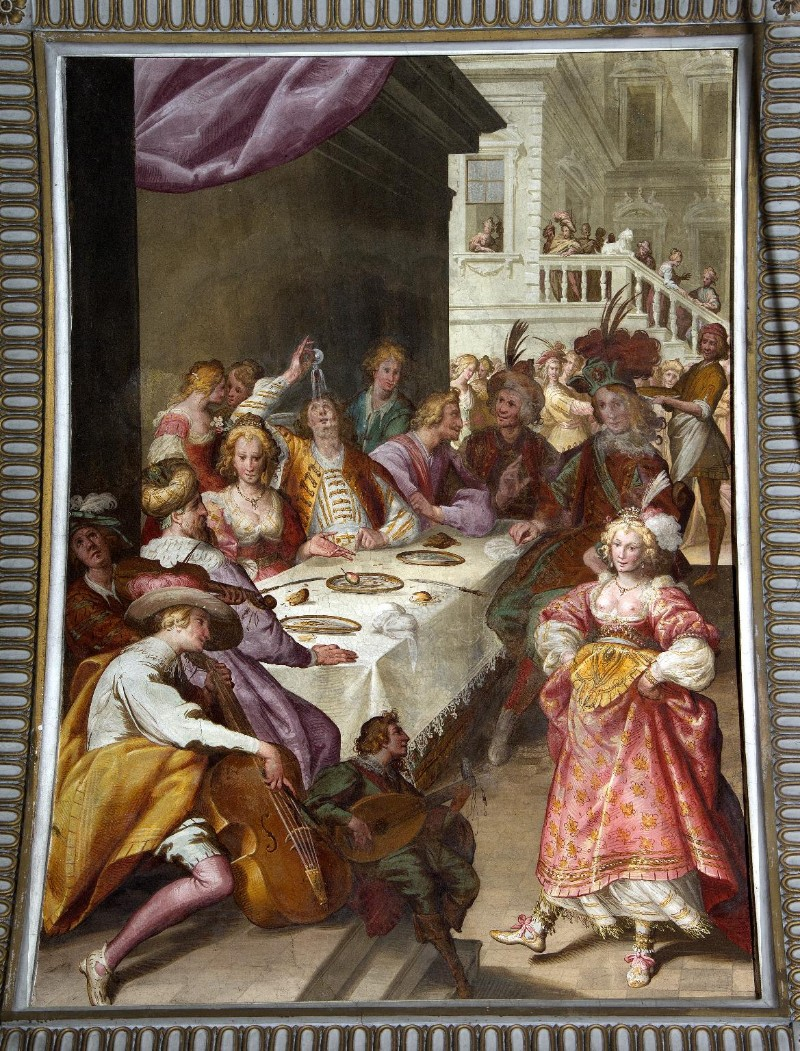
Il banchetto di Erode

#### L'arco trionfale

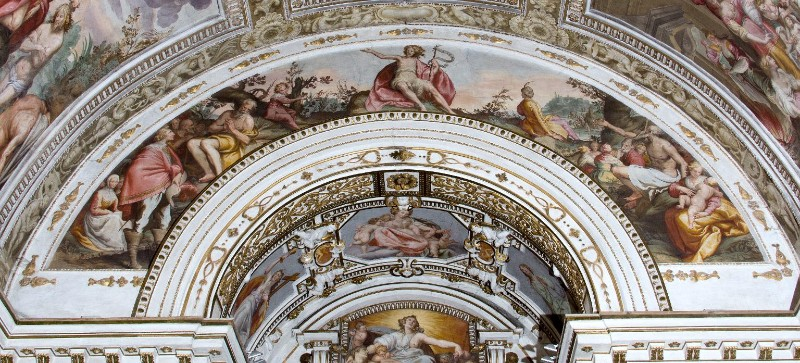
Gian Giacomo Barbelli, La predicazione del Battista, affresco, 1636

Le storie del Battista proseguono sull'arco trionfale dove il Barbelli vi ha dipinto La predicazione del Battista, con san Giovanni all'apice e la folla ai lati, come se scalassero l'arco, sfruttando in questo modo lo spazio ridotto a disposizione.
Sulle imposte dell'arco trionfale sono appese due tele centinate sul tema dell'Annunciazione, sempre del Barbelli: L'angelo a sinistra e La Vergine a destra sotto le quali l'artista ha dipinto, ma ad affresco, Sant'Apollonia e Santa Lucia.

#### Il presbiterio

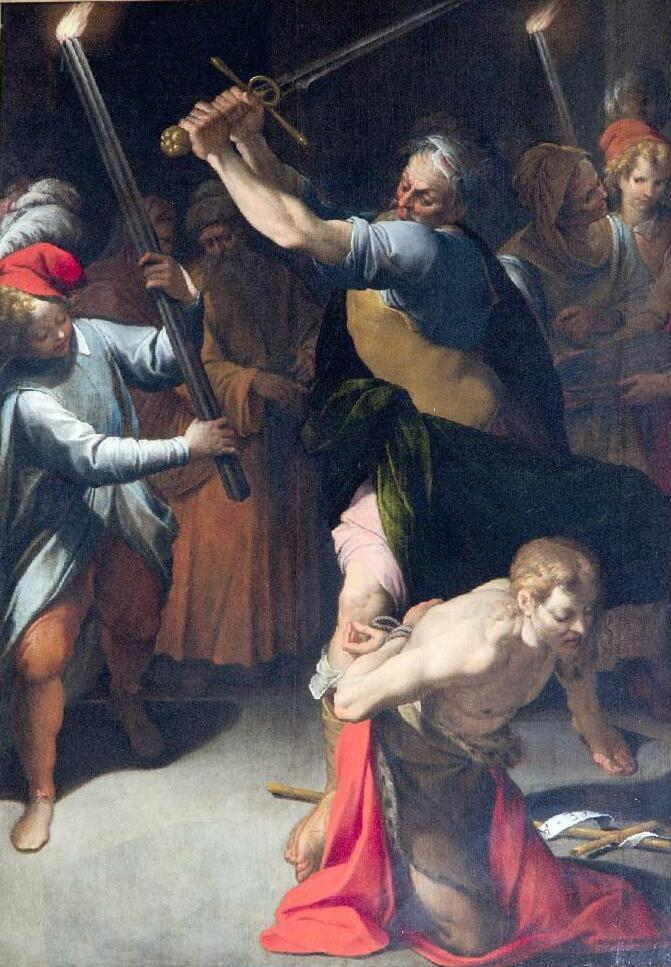
Camillo Procaccini (attribuzione), Decapitazione di San Giovanni Battista, olio su tela, ca. 1600-1610

Due brevi balaustre con ferro battuto negli specchi introducono al presbiterio con l'altare in marmi policromi dietro il quale si eleva una complessa alzata con due lesene provviste di capitelli dorati che sorreggono un timpano con fastigio al centro. L'altare probabilmente è della fine del Seicento e costruito “su misura” per contenere la preesistente pala d'altare che raffigura la drammatica scena de La decollazione del Battista; l'autore dell'opera non è identificato con certezza: in passato si è fatto il nome di Jacopo Palma il Giovane mentre Gabriele Lucchi prospettava il nome di Antonio Campi per via di alcune somiglianze con una Natività collocata nel santuario di Santa Maria della Croce. Cesare Alpini ha proposto, invece, il nome di Camillo Procaccini, ipotesi redatta a seguito di un confronto con le tele della Strage degli innocenti nella chiesa di San Sisto a Piacenza e Il martirio di San Vittore, presso la chiesa di San Vittore al Corpo a Milano; ipotesi ripresa anche da Ester Tessadori che vi trova anche somiglianze con alcune figure de Il martirio di San'Agnese presso la collezione Borromeo all’Isola Bella.
La volta a botte è divisa, come, l'aula, da cornici in stucco con tre riquadri affrescati dalle figure femminili allegoriche della Fede, della Speranza e della Carità. Sulla parete di fondo, sopra l'ancona dell'altare, vi è affrescata L'allegoria della Carità, figura femminile che abbraccia poveri e bambini. Secondo l'Alpini il ciclo è più arcaico, forse risalente almeno a dieci anni prima della data del 1636 fissata in uno dei riquadri della volta dell'aula.
Sulle pareti laterali si aprono due porte sopra le quali si trovano due cartigli sorretti da putti con all'interno La Madonna con Gesù e Giovanni bambini e Zaccaria benedice Giovanni prima del ritiro nel deserto: più sopra sono appese altre due tele centinate: San Sebastiano e San Pantaleone, entrambe di autore ignoto (talora indicate come opera di un giovane Barbelli).

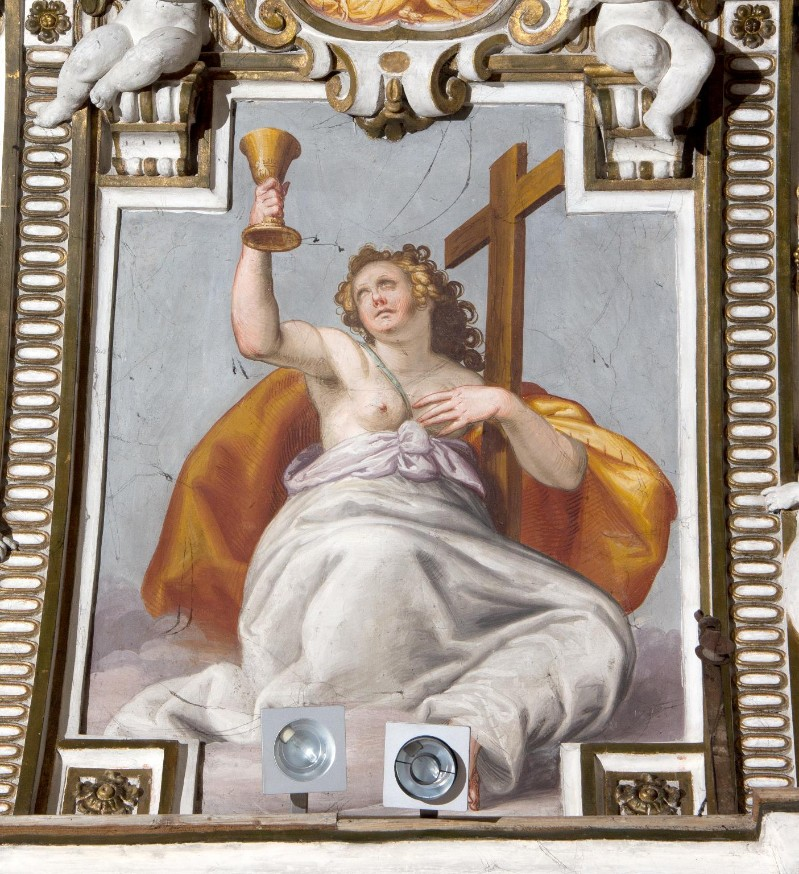
Gian Giacomo Barbelli, La fede, affresco, 1626-1636
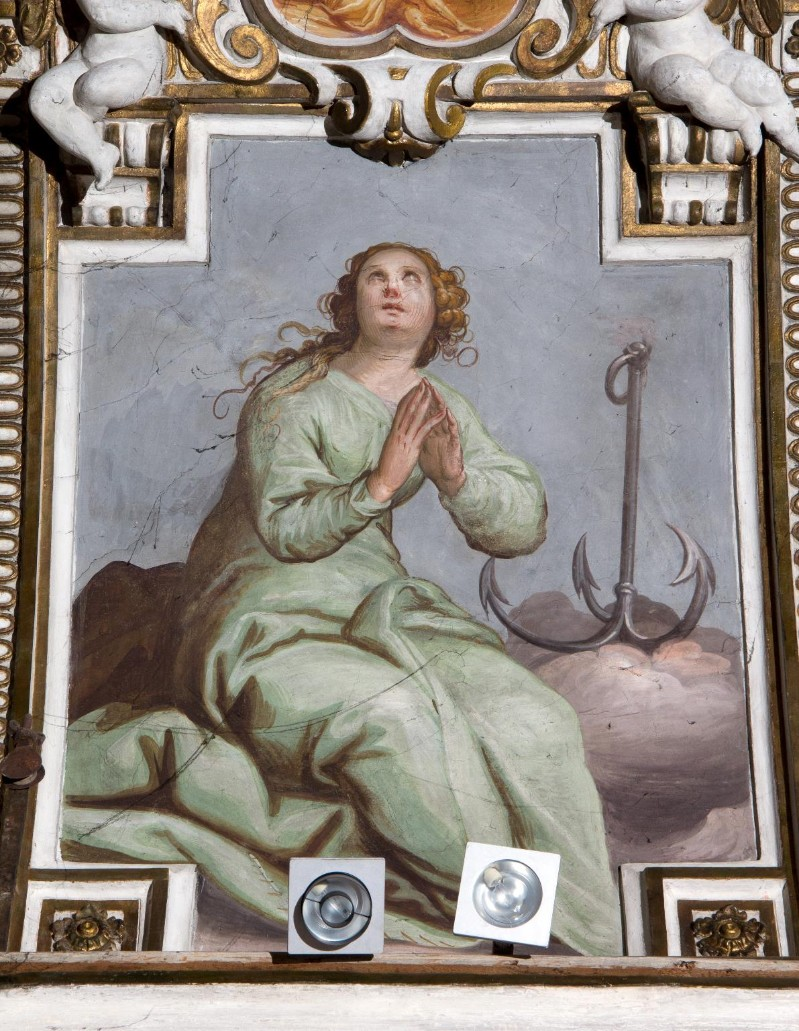
La speranza
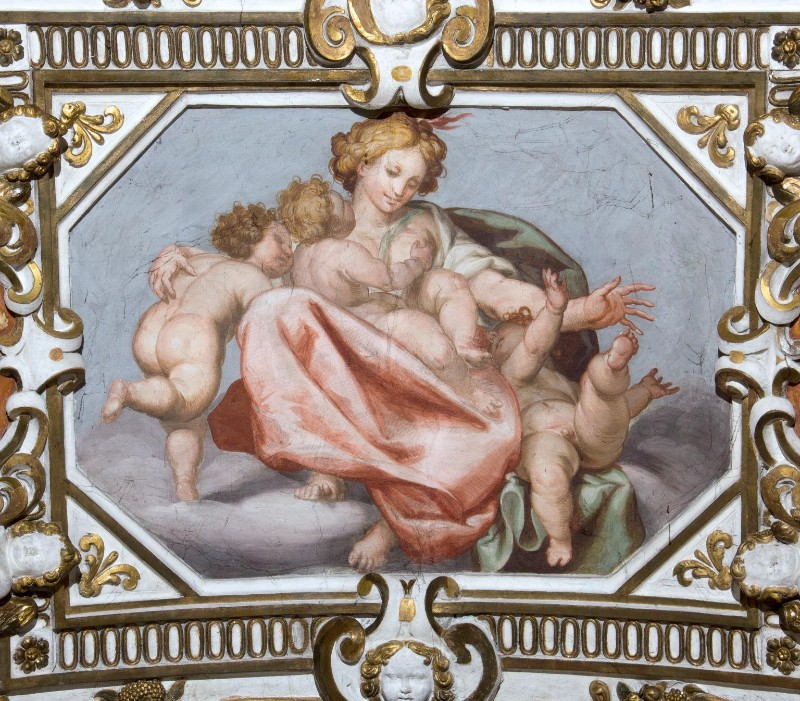
La carità

#### Le pareti laterali dell'aula
L'apparato decorativo è sempre opera del Barbelli che vi ha dipinto sotto le finestre le opere di misericordia corporale; a destra: Dar da mangiare agli affamati e dar da bere agli assetati, Vestire gli ignudi e Alloggiare i pellegrini. A sinistra: Visitare gli infermi, Visitare i carcerati e Seppellire i morti. Queste scene agli inizi del XX secolo erano piuttosto rovinate dall'umidità, per cui vi intervenne Eugenio Giuseppe Conti che nel 1905 ricavò su lucidi i disegni del Barbelli annotandone i colori e rifacendo le parti compromesse sopra una nuova stesura di intonaco.

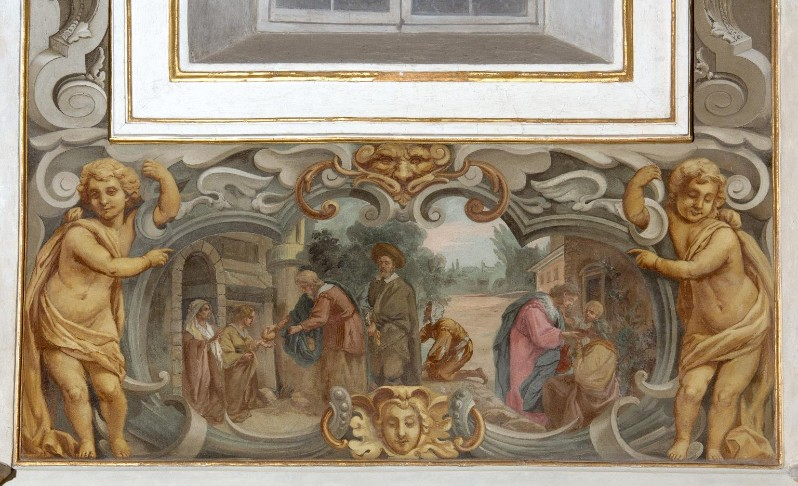
Gian Giacomo Barbelli (1636) con rifacimenti di Eugenio Giuseppe Conti (1905), Dar da mangiare agli affamati e dar da bere agli assetati, affresco
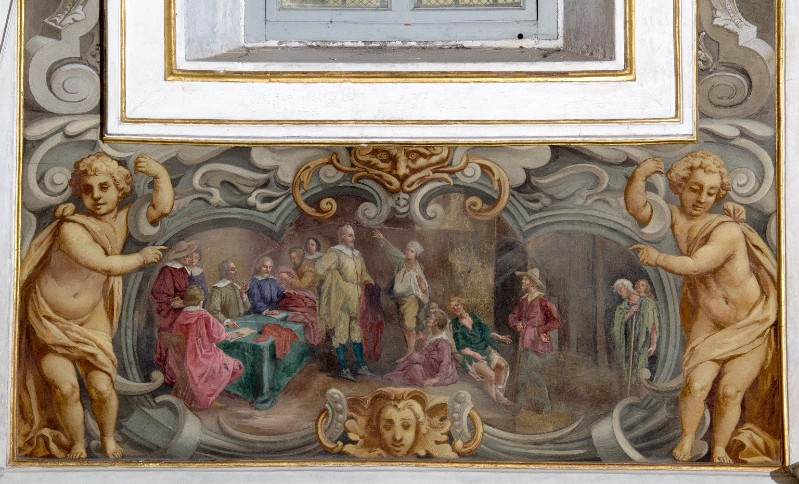
Vestire gli ignudi
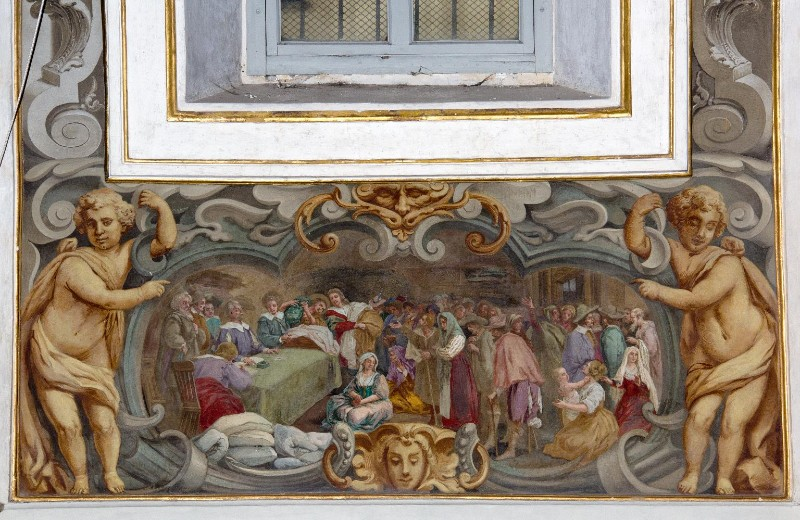
Alloggiare i pellegrini

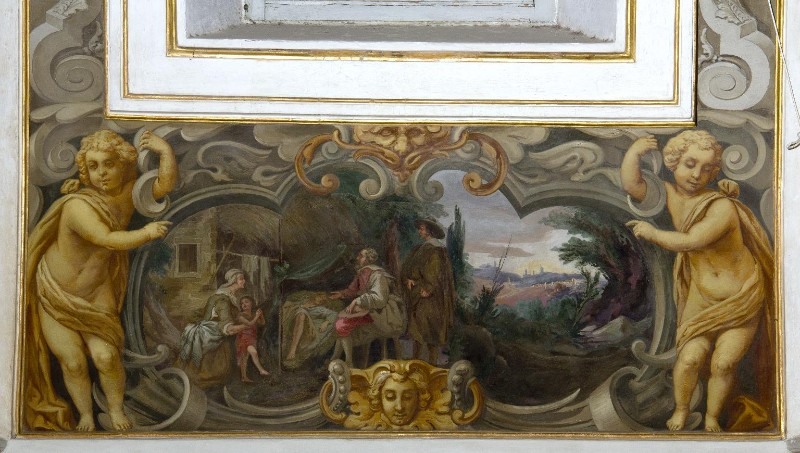
Visitare gli infermi
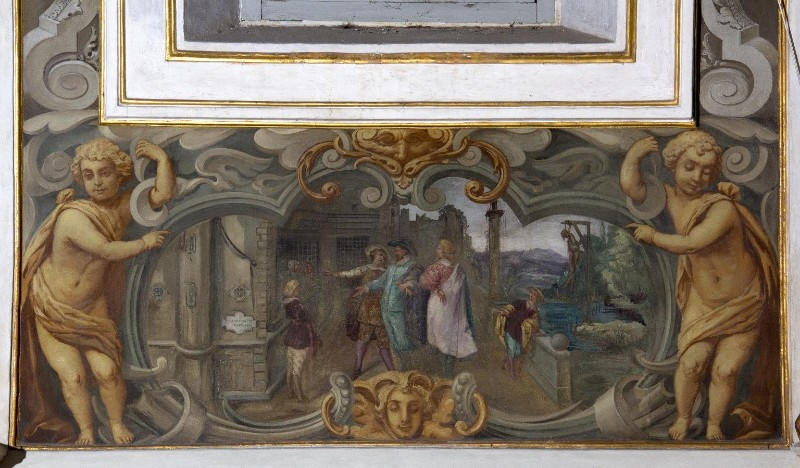
Visitare i carcerati
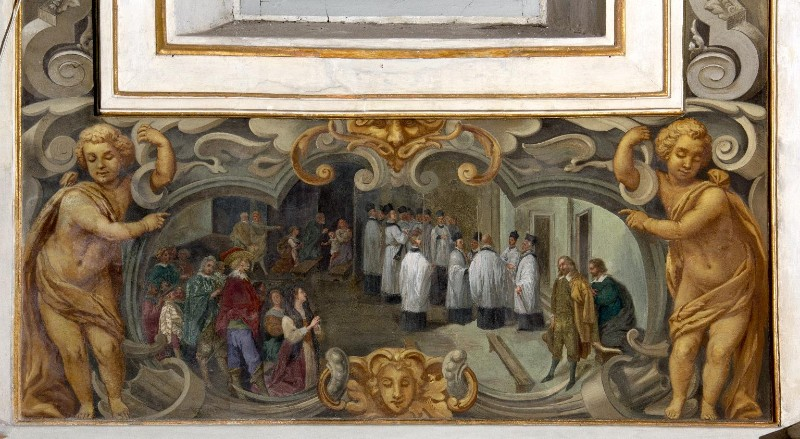
Seppellire i morti